# Steroma superba
Steroma superba är en fjärilsart som beskrevs av Butler 1868. Steroma superba ingår i släktet Steroma och familjen praktfjärilar. Inga underarter finns listade i Catalogue of Life.

## Bildgalleri

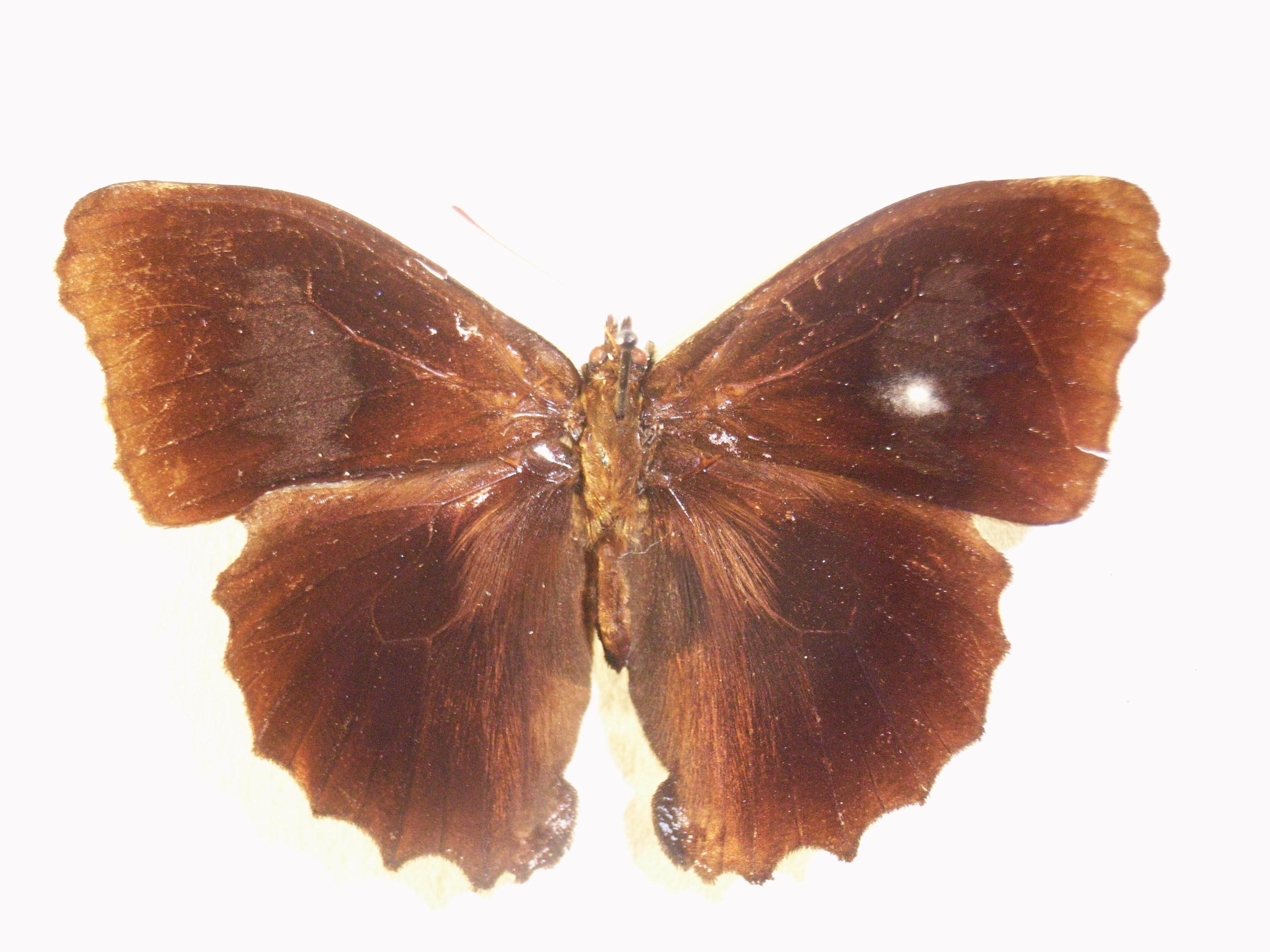